# Aythya
Aythya je rod pataka iz potporodice ronilica. Uključuje 12 vrsta koje su karakteristične po boji perja. Od ostalih vrsta ronilica ističu se po crvenkasto-crnoj ili crnoj glavi, vratu i prsima.
Aythya shihuibas je ptica iz kasnog miocena koja je živjela u Kini. Ova neopisana prapovijesna vrsta poznata je samo iz fosilnih ostataka koji su nađeni u mjestu Dursunlu u Turskoj, no to bi se moglo odnositi na paleo-podvrstu sadašnjih vrsta, s obzirom na njezinu dob (vidi također patka crninka).  
"Aythya" arvernensis je sada smještena u rod Mionetta, dok "Aythya" chauvirae sadrži ostatke dvije različite vrste. Barem jedna od njih uopće ne pripada ronilicama.

## Vanjske poveznice
|  | Zajednički poslužitelj ima stranicu o temi Aythya    |
|  | Zajednički poslužitelj ima još gradiva o temi Aythya |
|  | Wikivrste imaju podatke o taksonu Aythya             |